# 130249 Markminer
130249 Markminer este o planetă minoră (asteroid), cu un diametru de 6,399 km, din centura de asteroizi. A fost descoperită pe 5 februarie 2000 la Catalina Station⁠(d) de Catalina Sky Survey. 
Obiectul prezintă o orbită caracterizată de o semiaxă mare de 2,995018164697 UAi, o excentricitate de 0,23, o înclinație de 13,1 ° în raport cu ecliptica.